# 沈敬
沈敬（1424年—？），字克欽，浙江杭州前衛人，軍籍。明朝政治人物。進士出身。

## 生平
浙江鄉試第十六名。正統十三年（1448年）戊辰科會試第九十九名，殿試登進士第二甲第四十六名，授兵部主事，陞郎中，景泰年間，因被誣陷謫戍遼陽，成化初復官，歷河南參政。

## 家族
曾祖沈名遠。祖父沈彥和。父亲沈廷玉。